# Agata Wróbel
Agata Ewa Wróbel (ur. 28 sierpnia 1981 w Żywcu) – polska sztangistka startująca w kategorii +75 kg. Dwukrotna medalistka olimpijska, mistrzyni świata, trzykrotna mistrzyni Europy i ośmiokrotna mistrzyni Polski (1997–2000, 2002, 2003, 2005, 2010).

## Życiorys

### Rodzina i edukacja
Pochodzi z Jeleśni. Jej ojciec był ślusarzem, a matka (zm. 2016) pracowała w fabryce Pakar Electric Poland produkującej wiązki przewodów elektrycznych samochodu. Ma brata Tomasza i dwie siostry: starszą Agnieszkę i młodszą Ewę.
W okresie nauki w szkoły podstawowej była wyzywana przez rówieśników ze względu na swoją nadwagę, przez co mierzyła się kompleksami, stała się też nieśmiała i nieufna. Po ukończeniu szkoły podstawowej przeprowadziła się do Siedlec, gdzie uczyła się w zasadniczej szkole zawodowej, a po roku kontynuowała naukę w technikum o profilu
ogrodniczym. Rozpoczęła studia o kierunku agrotyrustyka, ale ich nie ukończyła.

### Kariera sportowa
W młodości trenowała piłkę ręczną, koszykówkę, pchnięcie kulą i rzut dyskiem. W 1996 rozpoczęła treningi trójboju siłowego w klubie Góral Żywiec, a jej trenerami byli Edward Tomaszek i Ryszard Soćko.
Na swoich pierwszych zawodach – w 1997 – zdobyła złoty medal na Mistrzostwach Polski Młodzików w trójboju siłowym w Kielcach, uzyskując wynik 150 kg, czym ustanowiła nowy rekord Polski. Zdobyła także złoty medal na młodzieżowych mistrzostwach Europy w Tatabányi i wystartowała w mistrzostwach Polski w dwuboju siłowym w Sanoku, ale bez sukcesu. Kilka miesięcy później zajęła szóste miejsce na seniorskich ME w Sewilli. Następnie zajęła dziewiąte miejsce na seniorskich mistrzostwach świata. W 1998 zdobyła brązowy medal na ME w Riesie. W kwietniu 1999 została seniorską mistrzynią Europy w La Coruñi, gdzie ustanowiła dwa rekordy świata: ponad 120 kg w rwaniu i 262,5 kg w dwuboju. W tym samym roku zdobyła srebrny medal na MŚ w Atenach, podrzucając 152,5 kg.
W kwietniu 2000 zajęła ostatnie, 10. miejsce na ME w Sofii. Następnie zaliczyła udane starty w MP w Ostrowie Mazowieckim i młodzieżowych MŚ w Pradze, a na drugich z zawodów ustanowiła dwa seniorskie rekordy świata: 130 kg w rwaniu i 290 kg w dwuboju. Również w 2000 zdobyła srebrny medal na Igrzyskach Olimpijskich w Sydney. Po udziale w igrzyskach zdobyła srebrny medal na MŚ 2001 i ME 2002 (oba w Antalyi), złoty medal na MŚ 2002 w dwuboju siłowym w Warszawie i srebrny medal na ME 2003 w Lutrace oraz zajęła siódme miejsce na MŚ 2003 w Vancouver. W 2004 zdobyła złoty medal na ME w Kijowie. W tym samym roku zdobyła brązowy medal na IO w Atenach. Przed udziałem w igrzyskach została jedną z bohaterek międzynarodowego programu dokumentalnego Eurosportu Misja do Aten. W 2005 w Makowiec Mazowieckim zdobyła kolejne w karierze mistrzostwo Polski w dwuboju, uzyskawszy wynik 250 kg. Następnie zajęła piąte miejsce na MŚ 2005 w Dosze i siódme miejsce na MŚ 2006 w Santo Domingo.
W grudniu 2006 zawiesiła karierę sportową z powodu wirusowego zapalenia wątroby typu C. Na początku 2007, zmęczona zainteresowaniem prasy, wyjechała do Anglii i zamieszkała w Peterborough, gdzie pracowała m.in. w chłodni w fabryce sałatek, w sortowni odpadów i w firmie ochroniarskiej, a także współprowadziła audycję w Polskim Radiu Londyn i była redaktorką portalu internetowego tej rozgłośni. Po przeprowadzce do Dover pracowała w fabryce produkującej opakowania i pudełka kartonowe, a także w firmie transportowej, restauracji oraz jako akwizytorka w firmie ubezpieczeniowej i kasjerka w sklepie spożywczym. W międzyczasie wróciła do sportu i wystartowała w kilku zawodach siłaczek, m.in. zajęła drugie miejsce w finale Britain’s Strongest Woman 2007 i zwyciężyła w tychże zawodach w 2008.
W 2009 poddała się operacji nadgarstka i biodra, a następnie przeszła wielotygodniową rehabilitację. Pod koniec roku w klubie WLKS Siedlce wznowiła treningi podnoszenia ciężarów. W 2010 na ME w Mińsku zajęła ósme miejsce w dwuboju i zdobyła złoty medal na MP w Puławach z rezultatem 216 kg w dwuboju. Pod koniec 2010, rozczarowana brakiem wsparcia finansowego swojego klubu, ogłosiła koniec zawodowej kariery sportowej; jej uroczyste pożegnanie odbyło się podczas MP 2010 w Ciechanowie. Po zakończeniu kariery wyjechała do Redhill, gdzie pracowała jako sprzątaczka i kucharka w restauracjach, m.in. w Harvester Restaurant.

### Życie prywatne
Od 2007 jest zaręczona z angielskim strongmanem Colinem Andersonem.
Po śmierci matki w 2016 popadła w depresję. Pod koniec grudnia 2024 przekazała mediom informację o utracie wzroku, wcześniej chorowała na jaskrę i zaćmę; do kwietnia 2023 przeszła pięć operacji wzroku. Choruje na cukrzycę i retinopatię cukrzycową.
W 2019 uruchomiła internetową zbiórkę pieniędzy na spłatę swoich zobowiązań finansowych; zebrała ok. 150 tys. zł. W 2025 premier Donald Tusk przyznał jej dożywotnią rentę specjalną w wysokości 5 tys. zł. W tym samym roku uruchomiła kolejną zrzutkę pieniędzy na spłatę swoich długów; zebrała 60 tys. zł.

## Sukcesy

### Igrzyska olimpijskie
| Olimpiada   | Miejsce | Data | Konkurencja | Rezultat            |
| ----------- | ------- | ---- | ----------- | ------------------- |
| Sydney 2000 | Sydney  | 2000 | kat. +75 kg | 2. miejsce – 295 kg |
| Ateny 2004  | Ateny   | 2004 | kat. +75 kg | 3. miejsce – 290 kg |

### Mistrzostwa świata
| Mistrzostwa świata | Miejsce  | Data | Konkurencja | Rezultat              |
| ------------------ | -------- | ---- | ----------- | --------------------- |
| Ateny 1999         | Ateny    | 1999 | kat. +75 kg | 2. miejsce – 280 kg   |
| Antalya 2001       | Antalya  | 2001 | kat. +75 kg | 2. miejsce – 275 kg   |
| Warszawa 2002      | Warszawa | 2002 | kat. +75 kg | 1. miejsce – 287,5 kg |

### Mistrzostwa Europy
| Mistrzostwa Europy | Miejsce   | Data | Konkurencja | Rezultat              |
| ------------------ | --------- | ---- | ----------- | --------------------- |
| Riesa 1998         | Riesa     | 1998 | kat. +75 kg | 3. miejsce – 225 kg   |
| La Coruña 1999     | La Coruña | 1999 | kat. +75 kg | 1. miejsce – 262,5 kg |
| Antalya 2002       | Antalya   | 2002 | kat. +75 kg | 1. miejsce – 282,5 kg |
| Loutraki 2003      | Lutraki   | 2003 | kat. +75 kg | 2. miejsce – 277,5 kg |
| Kijów 2004         | Kijów     | 2004 | kat. +75 kg | 1. miejsce – 287,5 kg |

## Odznaczenia państwowe
- Krzyż Kawalerski Orderu Odrodzenia Polski (2004, za wybitne osiągnięcia sportowe, za zasługi w krzewieniu idei olimpijskiej)[43]
- Złoty Krzyż Zasługi (2000)[44]